# 泉山政義
泉山 政義（いずみやま まさよし、永禄3年（1560年） - 寛永6年（1629年））は、安土桃山時代から江戸時代前期にかけての武将。南部氏の家臣。泉山古康の嫡男。姉に慈照院（南部利直の生母）、弟に下田直久らがいる。後に石亀政義を称した。

## 生涯
三戸郡石亀村（青森県三戸郡田子町石亀）を発祥とする。この石亀村を領有して石亀氏を名乗った南部安信の四男・石亀信房の一族との関連は不明であり、『参考諸家系図』では祖父に当たる石亀政明、泉山康朝兄弟が祖であるが、その出自は不詳となっている。一説に曽祖父とされる石亀信房の死で石亀宗家が断絶したことにより、命により名跡を継いだとも。
姉の子の利直が南部宗家を相続したことにより、家老として藩政に参加し、花巻の岩崎城代などを勤めた。